# Sankt Nikolaj Sogn (Svendborg Kommune)

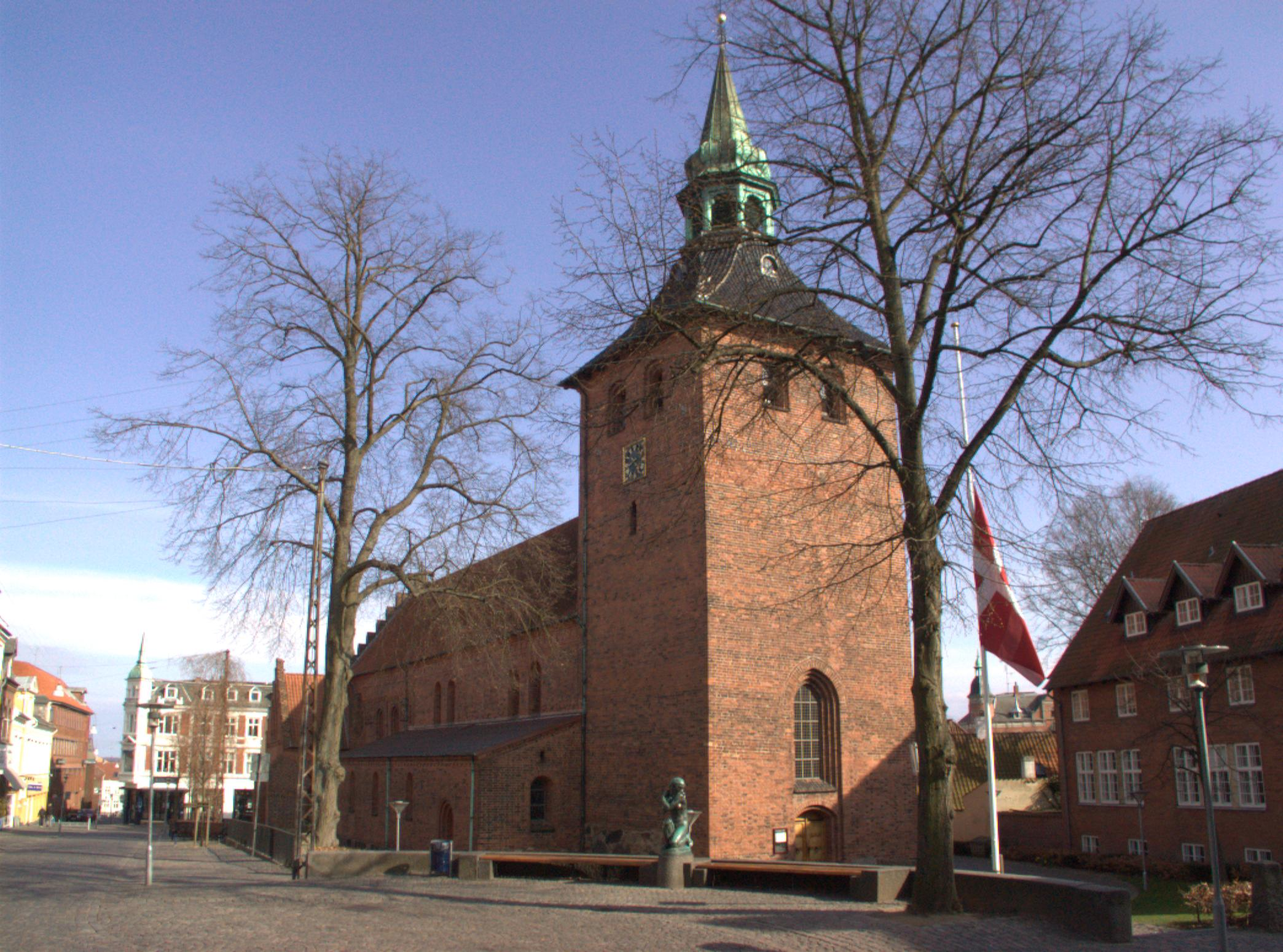
Sankt Nikolaj Kirke

Sankt Nikolaj Sogn ist eine Kirchspielsgemeinde (dän.: Sogn) in der Stadt Svendborg
auf der Insel Fyn (dt.: Fünen) im südlichen Dänemark.
Bis 1970 gehörte sie zur Harde Sunds Herred im damaligen Svendborg Amt, danach zur Svendborg Kommune im
Fyns Amt, die im Zuge der  Kommunalreform zum 1. Januar 2007 in der
„neuen“
Svendborg Kommune in der Region Syddanmark aufgegangen ist.
Von den 27.594 Einwohnern von Svendborg leben 2960 im Kirchspiel Sankt Nikolaj (Stand: 1. Januar 2023). Im Kirchspiel liegt die Kirche „Sankt Nikolaj Kirke“.
Nachbargemeinden sind im Südwesten Sankt Jørgens Sogn, im Nordwesten Sørup Sogn und im Nordosten Vor Frue Sogn.